# 東燃ゼネラル石油

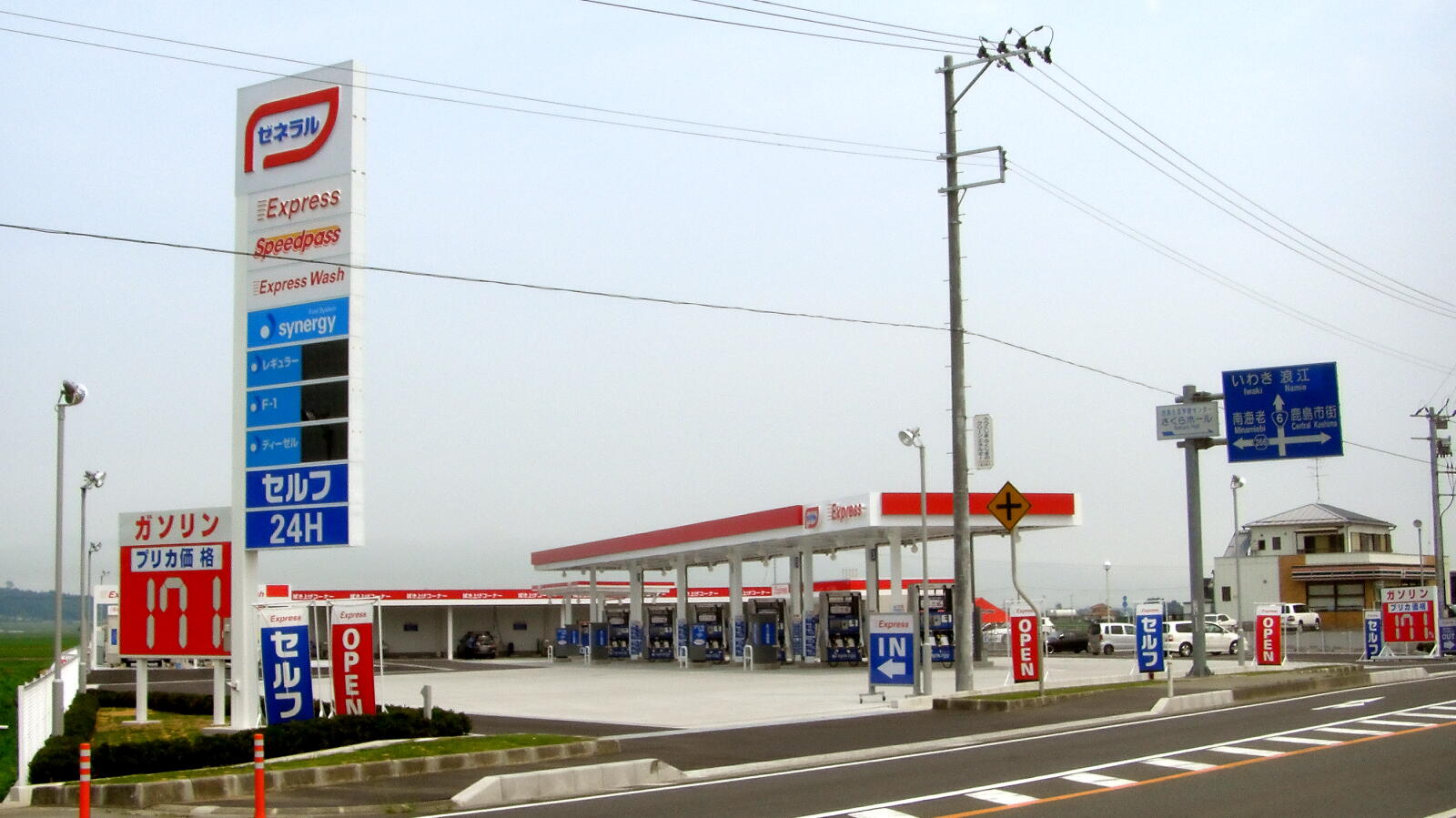
ゼネラルエクスプレス南相馬鹿島SS

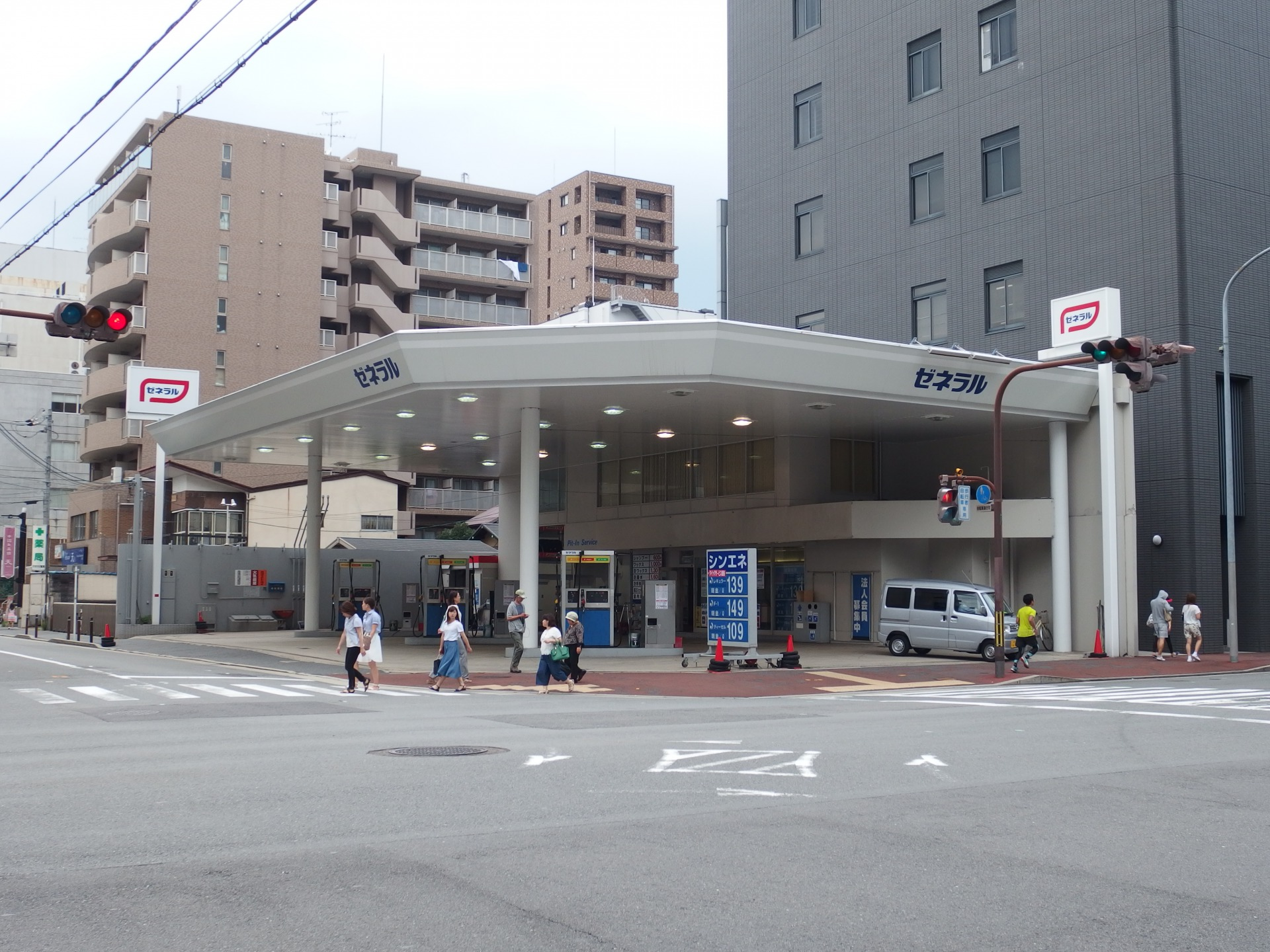
烏丸SS（京都向け配色のスタンド）

東燃ゼネラル石油株式会社（とうねんゼネラルせきゆ、英: TonenGeneral Sekiyu K.K.）は、かつて石油製品の精製・販売、石油化学製品の製造・販売を主に行っていた企業である。2000年（平成12年）7月に東燃とゼネラル石油が合併して発足した。この合併は、それぞれの大株主であったエクソンとモービルが前年に合併し両社の持株の過半数を持ったことを契機として行われた。
2017年（平成29年）4月にJXエネルギーと合併し、JXTGエネルギー株式会社（のちのENEOS株式会社）となった。

## 概要
エクソンモービルと提携する企業で、原油の輸入から精製、販売までを手がけた。ガソリンスタンドは「エッソ」・「モービル」・「ゼネラル」の3ブランドで展開していた。主取引行は三井住友銀行で、その他の取引行は三菱東京UFJ銀行、三井住友信託銀行、みずほ銀行であった。
石油事業に次ぐ中核事業である石油化学事業では、ベンゼン・キシレン・トルエンなどの芳香族製品を生産していた。また、エチレン・プロピレンなどのオレフィン類の原料となるナフサは、グループの東燃化学に販売された。なお、東燃ゼネラル石油および東燃化学の石油化学製品は、エクソンモービルを通じて需要家に販売されていた。
日本国内に4つの製油所（千葉・川崎・堺・和歌山）を有していた。もともと外資であった影響により、効率的な経営と配当性向が高いことでも有名であった。
1998年（平成10年）の消防法改正によりセルフサービスステーションが解禁されたことを受け、「エクスプレス (Express)」ブランドでセルフ給油所を展開していた。
2015年12月にJXグループとの経営統合に合意し、2016年8月31日にJXホールディングスとの経営統合契約を締結。経営統合は、2017年4月1日にJXホールディングスが東燃ゼネラル石油の株主と株式交換を行い「JXTGホールディングス」（現・ENEOSホールディングス）となった上で、東燃ゼネラル石油自体はJXエネルギーと合併して消滅し、JXエネルギーの社名を「JXTGエネルギー」（現・ENEOS）に変更することにより行われた。
JXTGHDの副社長に就任した武藤潤は、旧・ゼネラル石油出身、JXTGエネルギーの副社長に就任した廣瀬隆史（旧・EMGマーケティング社長）は、旧・モービル石油出身である。

## 事業所所在地

### 本社・研究所
- 本社 - 東京都港区港南一丁目8番15号
- 研究所 - 神奈川県川崎市川崎区浮島町

### 製油所
- 川崎工場 - 神奈川県川崎市川崎区浮島町、精製能力:258,000バレル/日。JXTGエネルギー根岸製油所、鹿島石油に次いで、日本で3番目の規模を有する。
- 和歌山工場 - 和歌山県有田市初島町浜、精製能力:170,000バレル/日
- 堺工場 - 大阪府堺市西区築港浜寺町、精製能力:156,000バレル/日
- 千葉工場 - 千葉県市原市千種海岸1番地、精製能力:152,000バレル/日。旧極東石油工業合同会社千葉製油所

## 沿革

### ゼネラル物産→ゼネラル石油

ゼネラル石油のロゴ

- 1947年（昭和22年）7月26日 - 戦前、財閥企業の1つだった旧三井物産の燃料部門がGHQからの財閥解体指令により旧三井物産本体が解体されると共に独立。石油製品の販売・輸出入を目的としてゼネラル物産株式会社が設立された。ロゴマークには、『ゼネラル』の日本語訳である『皇帝』を由来とした鷲を模したマークを使用していた。
- 1949年（昭和24年）4月1日 - 石油元売企業に指定。
- 1952年（昭和27年）11月 - スタンダード・バキューム（スタンバック）と製品の供給・委託販売契約を締結。
- 1953年（昭和28年）7月6日 - 東京証券取引所に上場。
- 1958年（昭和33年）11月25日 - 東亜燃料工業と共同でゼネラル石油株式会社（後のゼネラル石油精製）を設立。
- 1959年（昭和34年）4月 - ゼネラル瓦斯株式会社を設立。
- 1967年（昭和42年）1月4日 - ゼネラル石油株式会社に商号変更。
- 1972年（昭和47年）5月 - 南西石油株式会社に資本参加。
- 1979年（昭和54年）5月24日 - エッソ・イースタンが株式の47.5%を取得。子会社エッソ石油株式会社（後のエクソンモービル有限会社）所有と合わせると49%に。
- 1980年（昭和55年）10月1日 - ゼネラル石油精製・ゼネラル瓦斯と合併。
- 1984年（昭和59年）12月14日 - エッソ石油と業務提携。
- 1987年（昭和62年）3月 - 川崎製油所での原油処理を停止し、川崎工場に改称。
- 1997年（平成9年）7月 - エッソ・イースタンが株式を追加取得し、所有割合がエッソ石油所有を含めて50.2%に。
- 1999年（平成11年）5月 - 昭和シェル石油・エッソ石油との3社間で、製品出荷に係わる相互委託契約を締結。エッソ石油とサービス相互提供契約に関する協定を締結。
- 2000年（平成12年）5月 - エッソ・イースタンが株式をエッソ石油に譲渡。

ゼネラル石油精製
- 1958年（昭和33年）11月25日 - ゼネラル物産と東亜燃料工業の折半出資により、ゼネラル石油株式会社が発足。
- 1960年（昭和35年）11月28日 - 川崎製油所が操業開始。
- 1965年（昭和40年）7月 - 堺製油所が操業開始。
- 1967年（昭和42年）1月1日 - ゼネラル石油精製株式会社に商号変更。
- 1980年（昭和55年）10月1日 - ゼネラル石油に合併。

### 東燃
- 1939年（昭和14年）7月5日 - 軍用航空揮発油・潤滑油を製造する国策会社として、日本石油らの出資により東亜燃料工業株式会社が発足。
- 1941年（昭和16年） - 和歌山工場操業開始。
- 1944年（昭和19年） - 清水工場操業開始。
- 1949年（昭和24年）
  - 2月11日 - スタンダード・バキューム（スタンバック）と資本・技術・原油供給・販売について提携。
  - 9月13日 - スタンバックが株式の51%を取得。
- 1950年（昭和25年）
  - 和歌山工場・清水工場が操業再開。
  - 9月18日 - 東京証券取引所に上場。
- 1958年（昭和33年）
  - 11月15日 - ゼネラル物産と共同でゼネラル石油（後のゼネラル石油精製）を設立。
  - 11月25日 - 日本漁網船具（現・ニチモウ）との折半出資により、日網石油精製株式会社（後のキグナス石油精製）を設立。
- 1960年（昭和35年）12月24日 - 東燃化学株式会社を設立。
- 1962年（昭和37年）3月13日 - 川崎工場が操業開始。
- 1972年（昭和47年） - キグナス石油に資本参加（出資比率50%）。
- 1987年（昭和62年） - 小規模製油所であった清水工場を閉鎖。
- 1989年（平成元年）7月5日 - 東燃株式会社に商号変更。
- 1995年（平成7年）3月 - キグナス石油精製を完全子会社化。

キグナス石油精製
- 1958年（昭和33年）11月25日 - 東亜燃料工業と日本漁網船具（現・ニチモウ）の折半出資により、日網石油精製株式会社が発足。
- 1960年（昭和35年）10月12日 - 川崎製油所が操業開始。
- 1989年（平成元年）11月 - キグナス石油精製株式会社に商号変更。
- 1995年（平成7年）3月 - 東燃の100%子会社となる。
- 2001年（平成13年）7月 - 東燃ゼネラル石油に合併。

### 東燃・ゼネラル石油合併後
- 2000年（平成12年）7月1日 - 東燃とゼネラル石油が合併し、東燃ゼネラル石油株式会社が発足。販売部門をエクソンモービルマーケティング有限会社に、管理部門をエクソンモービルビジネスサービス有限会社に業務委託。
- 2001年（平成13年）7月 - キグナス石油精製を吸収合併
- 2002年（平成14年）6月 - エッソ石油・モービル石油・エクソンモービルマーケティング・エクソンモービルビジネスサービスの合併により、エクソンモービル有限会社が発足。販売部門・管理部門を同社に業務委託。
- 2004年（平成16年）12月 - キグナス石油の株式を三愛石油株式会社に譲渡。
- 2008年（平成20年）4月1日 - 南西石油の保有株式（87.5%）をブラジルの国営石油会社であるペトロブラスに譲渡。
- 2010年（平成22年）1月 - 子会社を通じて全額を出資していた東燃機能膜合同会社を、東レ株式会社との合弁会社（持分比率50:50）に移行し、東レ東燃機能膜合同会社を設立。
- 2010年（平成22年）3月26日 - 鈴木一夫社長が退任し、ピー・ピ ー・デューコム取締役が社長に就任[4][5]。
- 2012年（平成24年）
  - 1月4日 - エクソンモービルの日本事業及びエクソンモービルが保有する当社の株式の一部（3割程度）を1000億 - 4000億円で取得し、日本市場から縮小・撤退させる方向であると一部のメディアが報道した[6]。同日、両社はともに「うわさや憶測に対してはコメントしないが、エクソンモービルが日本から撤退するような計画はない」と撤退を否定するコメントを発表した[7][8]。
  - 1月20日 - 東レ株式会社と子会社を通じて共同出資していたバッテリーセパレーターフィルム合弁事業を、2012年（平成24年）1月31日をもって解消。東レ東燃機能膜合同会社は東レの全額出資会社として事業を継続[9]。
  - 1月29日 - 親会社であり、エクソンモービルの日本法人である「エクソンモービル有限会社」の株式99％を2012年6月に取得し、新たな提携関係に移行することを発表。エクソンモービル有限会社の一部の化学品事業と当社株式8千万株は、先立ってエクソンモービルのグループ会社に譲渡し、エクソンモービルグループの当社に対する議決権保有割合は約22％となる。エクソンモービルのブランド（Esso・Mobil・Mobil 1等）は日本国内で独占的に使用する。またクレジットカード等の各種サービスも従前どおり提供する。石油精製および石油化学におけるテクノロジーや技術サポートも継続して使用し、原油や製品の調達においてもエクソンモービルとの協力関係を継続する[10][11]。
  - 5月21日 - エクソンモービル有限会社が、EMGマーケティング合同会社に組織変更[12]。
  - 6月1日 - 従来の経営体制から製販一体の経営方法に変更し、東燃ゼネラル石油グループが発足。
- 2013年（平成25年）
  - 1月31日 - ダウ・ケミカル社の100%子会社であるユニオンカーバイド社と折半で出資していた日本ユニカー（株式会社NUCへの社名変更を経て、現・ENEOS NUC）の株式全持分を取得し、合弁関係を解消することを発表[13]。
  - 7月 - 日本ユニカーの50%株式をユニオンカーバイド社から取得、完全子会社化。
- 2014年（平成26年）
  - 2月4日 - 三井物産から三井石油株式会社の保有全株式（発行済株式の89.93%）を取得し、MOCマーケティング合同会社に組織変更[14]。エクソンモービルグループ会社が、三井物産に保有株式の一部を譲渡。同グループ会社は「その他の関係会社」でなくなる[15]。
- 2015年（平成27年）
  - 6月30日 - MOCマーケティング合同会社を解散[16]。
  - 7月1日 - 極東石油工業合同会社を吸収合併[17]。

### JXグループへの経営統合
- 2015年（平成27年）12月3日 - JXホールディングスとの経営統合に関する基本合意書を締結。
- 2016年（平成28年）
  - 4月1日 - 一般家庭向け電力自由化解放に伴い、myでんきが始まる。
  - 8月31日 - JXホールディングスとの経営統合契約を締結。
- 2017年（平成29年）
  - 1月1日 - EMGマーケティング合同会社を吸収合併し、東ゼネ系のガソリンスタンド事業を先行して一本化。
  - 4月1日 - JXホールディングスとの株式交換を実施。JXホールディングスは「JXTGホールディングス」に社名変更。東燃ゼネラル石油は子会社のJXエネルギーに吸収合併され解散、JXエネルギーは「JXTGエネルギー」に社名を変更した。

## グループ企業
東燃ゼネラルグループは2014年（平成26年）12月末現在、連結子会社9社および持分法適用関連会社5社で構成されている。
| 会社名                       | 本社所在地           | 主な事業内容                                             |
| ---------------------------- | -------------------- | -------------------------------------------------------- |
| 東燃化学合同会社             | 東京都港区           | 石油化学製品の製造・販売                                 |
| 中央石油販売株式会社         | 東京都港区           | 石油製品の販売                                           |
| 東燃ゼネラル海運有限会社     | 東京都港区           | 原油・石油製品の海上輸送                                 |
| TGSH合同会社                 | 神奈川県川崎市川崎区 | 株式/持分の保有                                          |
| 株式会社NUC                  | 東京都港区           | 高圧法低密度ポリエチレン、直鎖状低密度ポリエチレンの製造 |
| EMGルブリカンツ合同会社      | 東京都港区           | 潤滑油の製造、販売および輸出入                           |
| 清水エル・エヌ・ジー株式会社 | 静岡県静岡市清水区   | 液化天然ガスの輸入・販売                                 |

## CM
ゼネラル石油
- 昭和50年代前半（1976年～1979年頃）には、読売ジャイアンツの王貞治の専属打撃投手・山口富夫が出演した、「主役の裏方」というテーマのテレビCMが放送されていた。
- （1980年代）には、イメージキャラクターとしてラッツ&スターと同ユニットのボーカルを担当している鈴木雅之の姉である鈴木聖美・田代まさし・後藤久美子・光GENJIなどが起用された。

ゼネラル灯油の歌「花はだれが咲かせたの」
- 「お部屋の太陽ゼネラル灯油」のCMソングとして1970年頃作曲される。製作されたソノシートは非売品。
- 作詞:山上路夫、作曲:川口真、歌:由紀さおり、コーラス:バイオレッツ

## 不祥事

### コンプライアンス違反など
- 2011年6月11日に同社堺工場において、同日に行った定期点検で、石油貯蔵タンクの配管より消防法において危険物に指定されている硫黄が50トンに亘って漏出し固体化しているのが発見された。石油コンビナート等災害防止法において、危険物の漏洩の際は地元消防に即座に通報するよう定められているにもかかわらず、同社は1年以上に亘り通報を怠っていた。堺市消防局は、事実関係の調査を開始している[18][19]。
- 2017年1月22日、和歌山県有田市初島町浜にある東燃ゼネラル石油和歌山工場のタンクより出火。40時間に渡って燃え続け、避難指示が出る大火事となった。また、東燃ゼネラル石油和歌山工場では4日前の18日にも同様にタンクより出火する小規模火災が起きたばかりであった。